# Georgetown, Kalifornien
Georgetown är en ort i El Dorado County i delstaten Kalifornien, USA.